# Grandidierina lineata
Espèce
Synonymes
- Voeltzkowia lineata (Mocquard, 1901)

Statut de conservation UICN

 LC  : Préoccupation mineure
Grandidierina lineata est une espèce de sauriens de la famille des Scincidae.

## Répartition
Cette espèce est endémique du Sud de Madagascar,. Elle se rencontre de la région de la Forêt des Mikea à Petriky dans les régions d'Atsimo-Andrefana, d'Androy et d'Anosy entre le niveau de la mer et 320 m d'altitude.

## Description
C'est un animal aveugle, sans oreille et apode (dont les pattes sont atrophiées), une adaptation à son mode de vie fouisseur.

## Étymologie
Le nom spécifique lineata vient du latin lineatus, rayé, en référence à l'aspect de ce saurien.

## Publication originale
- Mocquard, 1901 : Note préliminaire sur une collection de reptiles et de batraciens recueillis par M. Alluaud dans le sud de Madagascar. Bulletin du Muséum national d'histoire naturelle, vol. 7, p. 251-256 (texte intégral).